# 阴沉木
阴沉木，也常称为乌木，此外还有中华神木、古沉木等俗称，是一类炭化发黑木材的统称，一般呈乌黑色，但也有外黑内红、外黑内黄、外黑内绿等不同色彩。它不局限于特定植物，需要经过漫长的地质过程才能形成，生长缓慢、密度大、耐腐蚀、有香气的木材都有几率形成阴沉木，属于名贵木材。

## 树种
生长缓慢、密度大、耐腐蚀、有香气的木材都有几率形成阴沉木，一般常见的品种为楠木、红椿、红豆杉、香樟、檀木等。

## 成因
阴沉木是树木由于地震、洪水等自然原因埋入地下后，经过重压、水浸和微生物腐蚀等众多因素，经过上千年的化石化作用后形成的。

## 分类
大致可以分成三种：
1. 半炭化阴沉木：重、质密、颜色深且丰富、有放大镜可以识别的管孔和木射线
2. 高湿、腐烂阴沉木：含水多，三切面无法分辨
3. 完全炭化阴沉木：一般仅为墨黑色，管孔和木射线难以分辨、松脆、轻、有粉化、片状或块状脱落迹象。

## 价格
因乌木价格高昂，一般又发现于野外，其归属权问题产生了不少法律纠纷。如“彭州天价乌木案”，2012年2月四川彭州通济镇村民吴高亮在镇上河道发现乌木，估价高达上千万，但却被通济镇政府收归国有，仅奖励吴7万元，吴一路将政府告至四川省高院，但其主张所有权的诉讼在2013年6月15日被四川省高院驳回。此外，重庆、江西等地也发生过类似的所有权纠纷案件。